# 司礼监
司禮監，是明朝內廷管理宦官與宮內事務的「十二監」之一。由於明代胡惟庸案廢相後，皇帝需要另一套內廷機構輔助處理政務，因此宦官權力上升。司禮監主管皇帝文書、印璽、宮內禮儀等業務，後因明朝內閣制度的確立，獲得參與機務，代皇帝“批紅”的權力，遂上升為「十二監」之首，成為內廷權力最大之機構。司禮太監雖僅具有外朝四品之級別，但其權力可與內閣首輔匹敵，有「權過元輔」之稱。著名宦官王振、尚铭、馮保、劉瑾、魏忠賢等皆曾任司禮監之主管。

## 歷史
「司禮監」的的設置淵源最初可以追溯到明朝初年設置的「內正司」。後「內正司」改為「典禮司」，不久「典禮司」再改稱為「典禮紀察司」。典禮紀察司「掌內府一應禮儀，欽紀御前一應文字。凡聖旨裁決機務，已未發放，須要紀錄親切，御前題奏，及糾劾內官內使非違不公等事，而造筆墨表背匠屬焉。」
洪武十七年正式設置設「司禮監」，继承了「典禮紀察司」掌管宫廷礼仪，纠察內官人員違法犯紀行為，同時兼掌紀錄管理御前文書的職責。因此“司禮監”處理機要文書，在洪武年間即現端倪，並未像後世所知之的明太祖嚴禁宦官接觸政務。後來因中書省被廢，政務繁忙，从永乐时期开始內閣大學士入值文渊阁參與機務之外，司禮監也超出了僅僅作為皇帝代筆、處理庶務的功能範疇，承擔顧問、緝訪、輔政、外出閱兵提督軍務甚至託孤顧命的職責，其活動範圍逐漸深入涉及明代政治的方方面面。

## 地位
明代內廷十二監為司禮監、內官監、御用監、御馬監、司設監、尚寶監、神宮監、尚膳監、尚衣監、印綬監、直殿監、都知監；除十二監外另有四司八局，四司為惜薪司、寶鈔司、鐘鼓司、混堂司；八局為兵仗局、巾帽局、針工局、內織染局、酒醋麵局、司苑局、銀作局、浣衣局。十二監、四司與八局合稱內廷「二十四衙門」。除專司清洗內廷衣物、便器的浣衣局外，其餘二十三單位皆設於皇城內。
因司禮監掌管機要，能對皇帝決策及朝政產生重要影響，遂上升為內廷諸宦官衙門之首。司禮監掌印太監、秉筆太監常被時人比作內閣首輔、群輔，在其他衙門任職的宦官見到司禮太監必叩頭稱呼上司。原歸屬內官監的選拔考核宦官的職權，也被司禮監侵奪。

## 组织

南明永历政权司礼监礼仪房提督关防铜印，藏于德宏州博物馆

明初，司禮監與各監主管設「太監」一，左右少監各一，各司設「司正」一，各局設「大使」一。以後編制擴張，各監分設「掌印太監」。明代中葉以後，司禮監設「掌印太監」一员，「秉筆太監」與「隨堂太監」若干，掌內外章奏勘合，代皇帝批紅。起初，東廠的主管並不一定是司禮太監。嘉靖以後，司禮監權勢擴張，常由司禮監諸秉筆太監中最受寵幸一人提督東廠。也有掌印太監同時兼管東廠的情況，如嘉靖年間的麥福、黃錦，萬曆時的馮保、張誠、陳矩，崇禎時的曹化淳等。司禮監掌印、秉筆與隨堂太監猶如內廷中的另一套機要秘書顧問班子，與內閣相對，內外夾輔、共襄朝政。

### 已知司禮監內部組織結構[11][12]
- 掌印太監、秉筆太監、隨堂太監
- 提督太監：管理皇城和内廷杂事，並掌管供明代宦官識字讀書的“內書堂”。提督太監下設「掌司」以及「監官」等管理具體事務。[11]
- 文書房：掌管收發內外一切章疏、聖諭、旨意、票擬等文書，其功能類似於清代奏事處（页面存档备份，存于）或現代政府辦公廳、秘書處。
- 禮儀房：掌管選婚、選駙馬、誕育皇子女、選擇乳母等事務與禮儀。
- 中書房：專管文華殿所寫書籍、對聯等件。
- 御前作：專管製造御用龍床、桌椅、箱櫃等物件。
- 內書堂：掌宦官教育，讀書。
- 經廠：置經廠提督太監一名，總綰印刷業務，主要是印行皇帝指示刊發的書籍，相當數量的前代經史文獻，在明代為司禮監重新排印保存。明代中央政府另一個重要出版機構是國子監。目前台灣的國家圖書館（原「中央圖書館」）存有甚多司禮監主持編印的明版善本圖書，極為珍貴。
- 六科廊辦事官：掌管六科廊內外章疏以及內官履歷檔案，撰寫傳行聖旨，題奏應行禮儀、應頒賞賜。

## 評價
司禮監秉筆諸太監權力來自明代特有的票擬與批紅制度。明代廢相，內閣與各部大臣奏議公事先行「票擬」，由皇帝「硃批」決定可否。由於廢相後繁瑣朝議使皇帝無力負荷，加以若干君主廢弛朝政，遂有秉筆太監代為「批紅」的制度。即各部公文奏議交司禮監分類後，揀選其要呈送皇帝。皇帝或親批，或由秉筆口述大要而皇帝口決，秉筆代為「照閣票批紅」，發還內閣與各部依據批紅撰寫正式詔書執行。在皇帝怠政時甚至有部分宦官趁機藉此掌控朝政，排斥朝廷忠良，釀成宦官操權之禍。有明一代以英宗時的王振，武宗時的劉瑾和熹宗時的魏忠賢最為甚。

## 歷任司禮監太監
- 洪武：庆童[14]
- 永乐：侯显、黄俨、孟骥
- 宣德：范弘、金英[15]、阮简
- 正统：王振、山寿、李永昌、
- 景泰：兴安、王诚、舒良[16]
- 天顺：曹吉祥、黄褒、怀忠
- 成化：覃昌[17]、怀恩、尚銘、张敏
- 弘治：赵忠[18]、戴义[19]、罗祥、扶安[20]、陈宽
- 正德：李荣[21]、魏彬[22]、劉瑾、高凤[23]、温祥、蒋贵[24]、张简[25]、张锐、郑润[26]
- 嘉靖：宋兴[27]、张尝、高卞、鲍忠、张佐[28]、王政、郭璇[29]、麦福、黄锦、李仲[30]、张钦、温祥
- 隆庆：滕祥、孟冲、陈洪[31]、曹宪、郑真[32]
- 万历：馮保、张宏、张诚、张鲸、孙德秀[33]、田义、陈矩[34]、孙隆、成敬、魏伸[35]、杜茂[36]
- 泰昌：邹义[37]、王安、崔文升
- 天启：王体、李永贞[38]、涂文辅、石元雅[39]、魏忠賢、史宾、梁栋、诸栋、裴升、张文元[40]
- 崇祯：王永祚、张彝宪[41]、曹化淳、王承恩[42]、方正化[43]、高时明、李凤翔、曹熙寰
- 弘光：韓贊周、盧九德、李國輔、李承芳、屈尚忠、田成、張執中、高起潛、孫進
- 隆武：龐天壽
- 永曆：龐天壽、王坤、夏國祥、江國泰、馬鳴圖、李元培、張福祿、全為國、趙進、李國泰、李崇貴、李茂芳

## 外部連結
- 明朝二十四衙門（页面存档备份，存于）